# 2008년 러시아 군사개혁

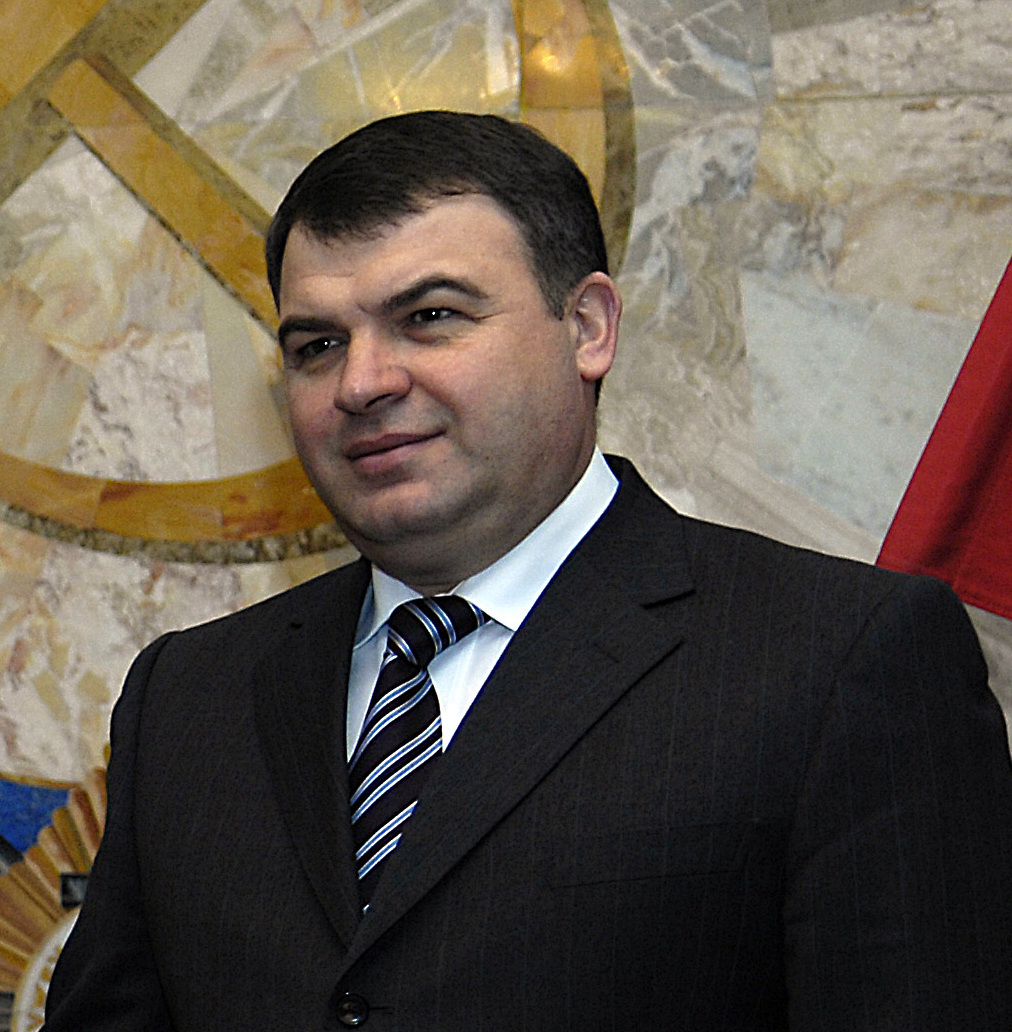
아나톨리 세르듀코프는 2008년 군사개혁의 이론가로써 언급된다.

2008년 러시아 군사개혁은 당시 러시아 국방부 장관이었던 아나톨리 세르듀코프의 주도 하에 2008년 10월 선언된 러시아군의 중요한 개혁들을 뜻하며, 주요 군 구조의 재조정은 2009년부터 시작되었다. 개혁의 주요 목표에는 러시아군의 구조 개혁 및 통수권 조정, 그리고 병력 감축이 있다.
러시아군의 개혁은 1997년 이고리 세르게예프 국방부 장관의 계획이나 2003년 블라디미르 푸틴 대통령의 프로그램처럼 여러 차례 시도되었다. 특히 2003년의 프로그램은 2008년의 계획과 매우 유사했는데, 이 프로그램에는 전문적인 병사들의 사용을 통한 병력 감축과 부사관 군단 육성 등이 포함되어 있었다. 그러나 2003년 당시의 계획은 군대 자체가 개혁의지가 없었기에 매우 느린 상태로 진행되었다.